# Kormoran niebieskooki
Kormoran niebieskooki (Leucocarbo atriceps) – gatunek dużego ptaka z rodziny kormoranów (Phalacrocoracidae). Gniazduje w koloniach, poza sezonem lęgowym często tworzy duże stada.

## Morfologia
Długość ciała do 72 cm. Charakterystyczny czubek na głowie. Wierzch ciała ciemny, niebieskoczarny, kontrastujący z zupełnie białym spodem – od podbródka do pokryw podogonowych; ciemna jedynie goleń. Zasięg bieli na głowie jest zmienny. W szacie godowej barkówki biało zakończone i biała plama na środku pleców; plamy tej brak u podgatunku falklandzkiego.

## Zasięg, środowisko
Ameryka Południowa, południowe oceany i wyspy, Półwysep Antarktyczny. Populacje z obszarów wysuniętych najdalej na północ gniazdują na południowym krańcu Ameryki Południowej. Podczas zimy może pozostawać na terenach lęgowych, ale również rozprasza się po morzu.

## Systematyka
Systematyka tego gatunku jest kwestią sporną. Część systematyków zaliczała kormorana niebieskookiego do rodzaju Phalacrocorax lub Notocarbo. Autorzy Kompletnej listy ptaków świata wyróżniają 8 podgatunków:
- L. a. atriceps (P. P. King, 1828) – kormoran niebieskooki – południowa część Ameryki Południowej – Chile (na południe od wyspy Mocha) i południowa Argentyna (na południe od Chubut)
- L. a. albiventer (Lesson, 1831) – kormoran królewski – Falklandy
- L. a. bransfieldensis (Murphy, 1936) – kormoran antarktyczny – Półwysep Antarktyczny, Szetlandy Południowe i Elephant Island
- L. a. georgianus (Lönnberg, 1906) – kormoran południowy – Georgia Południowa, Orkady Południowe, Sandwich Południowy i Shag Rocks
- L. a. nivalis (Falla, 1937) – kormoran białoskrzydły – wyspa Heard na południowo-wschodnim Oceanie Indyjskim
- L. a. melanogenis (Blyth, 1860) – kormoran żałobny – Wyspy Crozeta i Wyspy Księcia Edwarda na południowym Oceanie Indyjskim
- L. a. purpurascens (J. F. Brandt, 1837) – kormoran wspaniały – wyspy Macquarie i Bishop and Clerk Islets (na południe od Nowej Zelandii)
- L. a. verrucosus (Cabanis, 1875) – kormoran kergueleński – Wyspy Kerguelena

Międzynarodowy Komitet Ornitologiczny (IOC) do L. atriceps zalicza tylko podgatunki atriceps i albiventer, pozostałe podnosi do rangi osobnych gatunków; identyczne ujęcie systematyczne stosuje serwis Birds of the World.

## Status zagrożenia
W Czerwonej księdze gatunków zagrożonych Międzynarodowej Unii Ochrony Przyrody (IUCN) został zaliczony do kategorii LC (Least Concern – gatunek najmniejszej troski). Globalny trend liczebności populacji nie jest znany. IUCN klasyfikuje kormorana kergueleńskiego jako osobny gatunek i także zalicza go do kategorii LC.